# Harmonia
Harmonia este un gen de buburuze. Genul aparține subfamiliei Coccinellinae.